# Universidade de Opole
A Universidade de Opole (em polaco: Uniwersytet Opolski) é uma universidade pública localizada na cidade de Opole, em Polónia. A Universidade de Opole publica a Revisão por pares dos Estudos Ambientais e Económicos em sua revista académica, uma publicação que se ocupa da economia, o meio ambiente e o desenvolvimento sustentável de Polónia e Europa do Leste. A revista começou-se a publicar a partir de 2001 na Universidade de Opole e os redactores chefe são Joachim Ahrens e Joost Platje.

## Alunos notáveis
- Olga Tokarczuk, escritora e ensayista.
- Grzegorz Schetyna, político.
- Stanisław Lem, escritor polaco (graduación honoraria).